# 良い素数
良い素数（よいそすう、英: good prime）は、素数のうち、その平方数が素数列のなかで前後の等間隔の位置にあるもの2つの組の積すべてより大きいものをいう。
良い素数を不等式であらわすと、1 ≤ i ≤ n−1 であるすべての i に対して以下を満たす:
{\displaystyle p_{n}^{2}>p_{(n-i)}\cdot p_{(n+i)}}
ここで pn はn番目の素数。
例 : 素数の最初の5つは2、3、5、7、11。条件をみると、
{\displaystyle 5^{2}>3\cdot 7}
{\displaystyle 5^{2}>2\cdot 11}
となるため、5は良い素数の条件を満たす。
良い素数は無限に存在する。最初のいくつかの良い素数は以下の通り。
5, 11, 17, 29, 37, 41, 53, 59, 67, 71, 97, 101, 127, 149 （オンライン整数列大辞典の数列 A028388）